# Medalha de Mérito Desportivo (Macau)
A Medalha de Mérito Desportivo (em chinês:  體育功績勳章) é uma condecoração macaense, atribuída desde 2001 pelo governo da Região Administrativa Especial de Macau, em reconhecimento às contribuições significativas para o desporto da Região Administrativa Especial de Macau da República Popular da China.

## Lista de galardoados
| Ano  | Galardoados                                   |
| ---- | --------------------------------------------- |
| 2001 | Van Kuan Lok                                  |
| 2001 | Pau Ma Chong                                  |
| 2001 | Laam Wah Ying                                 |
| 2002 | Man Chong Kong                                |
| 2002 | Ng Va Kai                                     |
| 2002 | Han Jing                                      |
| 2003 | Lei Man Iam                                   |
| 2003 | Choi Tong Hoi                                 |
| 2003 | Chong Sao Lan                                 |
| 2004 | Iao Mou Pong                                  |
| 2004 | Automóvel Clube de Macau-China                |
| 2005 | Zeng Tie Ming                                 |
| 2005 | Huang Yanhui                                  |
| 2005 | Cheang Veng Kin                               |
| 2006 | Un Oi Mou                                     |
| 2007 | Chan de Noronha Weng Kit                      |
| 2007 | Chui Tac Kong                                 |
| 2007 | Jia Rui                                       |
| 2007 | Cai Liangchan                                 |
| 2008 | Chang Chin Nam                                |
| 2008 | Ieong Cheong Seng                             |
| 2009 | Vong Siu Va                                   |
| 2009 | Lou Lan Fong                                  |
| 2010 | Lam Fai Hong                                  |
| 2010 | Ma Iao Hang                                   |
| 2010 | Mok Kuok Heng                                 |
| 2011 | Chu Chi Wai                                   |
| 2011 | Hoi Long                                      |
| 2011 | Chui Iu                                       |
| 2012 | Lo Keng Chio                                  |
| 2012 | Chong Coc Veng                                |
| 2012 | Wong Hang Cheong                              |
| 2012 | Kuan Sok Mui                                  |
| 2013 | Lau Hong Meng                                 |
| 2013 | Mak Chi Kun                                   |
| 2013 | Choi Tat Meng                                 |
| 2014 | Pun Keng Man                                  |
| 2014 | Sam Kei                                       |
| 2015 | Associação Geral Desportiva de Macau Lo Leong |
| 2015 | Che Kuong Hon                                 |
| 2015 | Wong Meng Cheong                              |
| 2015 | Wong Un Un                                    |
| 2015 | Sou Cho Man                                   |
| 2015 | Equipa de natação sincronizada de Macau       |
| 2016 | Associação Geral de Wushu de Macau            |
| 2016 | Mário Ferreira Sin                            |
| 2016 | Lau Vai Hong                                  |
| 2017 | Equipa de Dança do Dragão e Leão de Macau     |
| 2017 | Federação de Karate-do de Macau               |
| 2017 | Eduardo Armando de Jesus Júnior               |
| 2018 | Iao Chon In                                   |
| 2018 | Li Yi                                         |
| 2018 | Sou Soi Lam                                   |
| 2018 | Hoi Long                                      |
| 2018 | Wong Sok I                                    |
| 2019 | Leong Chong Leng                              |